# Route nationale 92
La route nationale 92 (RN 92 o N 92) è stata una strada nazionale francese che partiva da Valence e terminava a Saint-Julien-en-Genevois. Oggi è completamente declassata.

## Percorso
In origine cominciava dall’incrocio con la N7 a Valence, che collegava a Romans-sur-Isère: il tratto è stato riassegnato alla N532. Proseguiva lungo la valle dell’Isère passando per Saint-Marcellin, Moirans e Voiron, oggi declassata a D1092.
Presentava in seguito un tratto in comune con la N75 fino a Les Abrets-en-Dauphiné, quindi se ne staccava, ora come D592, incrociando la N16 ad Aoste. In corrispondenza del passaggio sul Rodano, del quale risaliva la valle, oggi muta nome in D992.
Serviva Belley e Seyssel, dove riattraversava il fiume. A Vanzy diviene D1508 (ex N508) ed a Frangy è di nuovo D992; da Viry è stata rinominata N206, poi declassata a D1206; presso Saint-Julien-en-Genevois invece aveva preso il nome di N201, poi declassata a D1201: qui la N92 finiva al confine svizzero, subito prima di Ginevra.